# Cubo (espetáculo de dança)
Cubo é um espétaculo de dança que foi criado e dirigido pelo cineasta Fernando Meirelles e pelos coreógrafos Susana Yamauchi e João Maurício.
O espetáculo é uma espécie de coreografia multimídia que une cinema, arte eletrônica e dança, dividido em quinze cenas. As imagens completam e transcendem o limite do possível, traçando um voo do patético ao absurdo. Voltado para um público jovem, explora um universo lúdico onde recortes de luz e telas em dimensões diversas exibem imagens que contracenam com os bailarinos, criam ambientes e emolduram a dança. Entrou em cartaz em 2005.

## Trilha sonora
A trilha-sonora do espetáculo foi toda composta por Zeca Baleiro. Em 2008, o músico lançou o álbum, em formato SMD, que faz parte de sua discografia oficial.

### Faixas
Todas as músicas foram compostas por Zeca Baleiro, exceto "Jararaca no asfalto", por Zeca Baleiro e Susana Yamauchi.

1.Samba do Balacobaco

2.Bolero das Sombras

3.Estátuas

4.Valsa do Abraço

5.Três de Espadas

6.Barquinho ao Cair da Tarde

7.Nome de Amor

8.Quadro Novo

9.La ola

10.Chachachá

11.Mad Trip

12.Baile Dos Anões

13.Tourada em Mandaqui

14.I Like Banana

15.Cubo

16. Jararaca do Asfalto

17. Jararaca Remix

### Créditos
- Zeca Baleiro: voz, violão, piano, teclados, escaleta e acordeon
- Érico Theobaldo: programações e samplers
- Tuco Marcondes: violão e guitarra
- Rogério Delayon: violão,guitarra e cavaquinho
- Fernando Nunes: baixo
- Tânia Murakami: piano e escaleta
- Carlos Ernest: oboé e corne inglês
- Thomas Rohrer: violino e rabeca
- Hugo Hori: sax tenor
- Cláudio Faria: trompete
- Tiquinho: trombone
- Guilherme Hastrup: bateria, percussão e mpc
- Evaldo Luna: samplers
- Tota Fernandes: vocal
- Vange Milliet: vocal